# Casarão da Alameda Cleveland
O Casarão da Alameda Cleveland e residência vizinha compõem um conjunto de duas construções antigas localizadas na região dos Campos Elíseos da cidade de São Paulo. Atualmente o casarão pertence à Fundação de Energia e Saneamento e após restauração e tombamento realizado no ano de 2002, abriga as instalações do Museu de Energia Elétrica de São Paulo.
O Casarão foi construído no terreno de esquina da Alameda Triumpho, entre os anos de 1890 e 1894, e comprado após a edificação por Henrique Santos Dumont, irmão do famoso inventor brasileiro do avião. No século XIX, o casarão era considerado muito nobre, e estava situado no primeiro bairro de luxo da cidade, nomeado por "Campos Elíseos", uma homenagem à célebre avenida francesa Champs-Elysées. Acompanhando as construções que na época rodeavam o palacete, o mesmo seguia as tendências da arquitetura europeia, possuindo assim traços refinados e pés-direitos altos. Dentro da edificação, a maioria dos pisos era revestido por assoalho de madeira e as paredes cobertas por pinturas decorativas.

## História

### Antecedentes

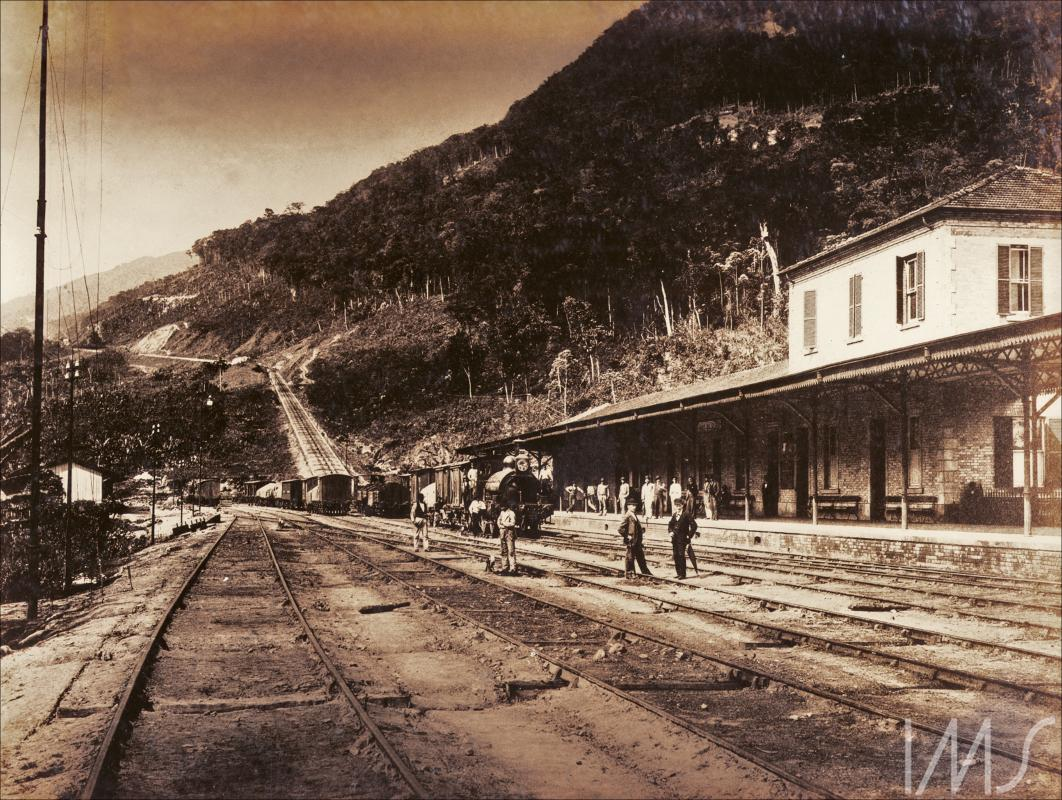
São Paulo Railway

O primeiro bairro projetado da cidade de São Paulo, foi os Campos Elíseos, que surgiu a partir da inauguração da ferrovia São Paulo Railway, nos anos de 1870, e por conta da chegada dos serviços de abastecimento domiciliar de água da companhia Cantareira, no ano de 1882. Nessa época, a economia paulista era basicamente pautada na produção e na venda de café, portanto, os ricos fazendeiros donos dessas produções passaram a ocupar os terrenos que antes eram conhecidos como Campo Redondo e, posteriormente, Chácara Mauá, justamente por ser propriedade do visconde de Mauá.
E foi nessas redondezas, na freguesia da Santa Efigênia, mais especificamente na esquina da Alameda Nothman, que no dia 7 de julho de 1980 que Antônio de Lacerda Franco adquiriu, de Domingos dos Reis o terreno no qual o Casarão seria construído e se situa atualmente.

### Primeiros anos
Durante os anos de 1890 e 1894 o Casarão foi construído na Alameda Triumpho. Já com o prédio edificado, Henrique Santos Dumont, o filho mais velho de imigrantes franceses e considerado um dos reis do café na sua época, adquiriu a nobre propriedade por uma alta quantia.
Henrique Santos Dumont, falece no ano de 1892, deixando de herança para sua esposa, Amélia Ferreira Dumont, o terreno contendo o Casarão no centro, construções anexas de garagem e habitação com jardim.

### O Colégio Stafford

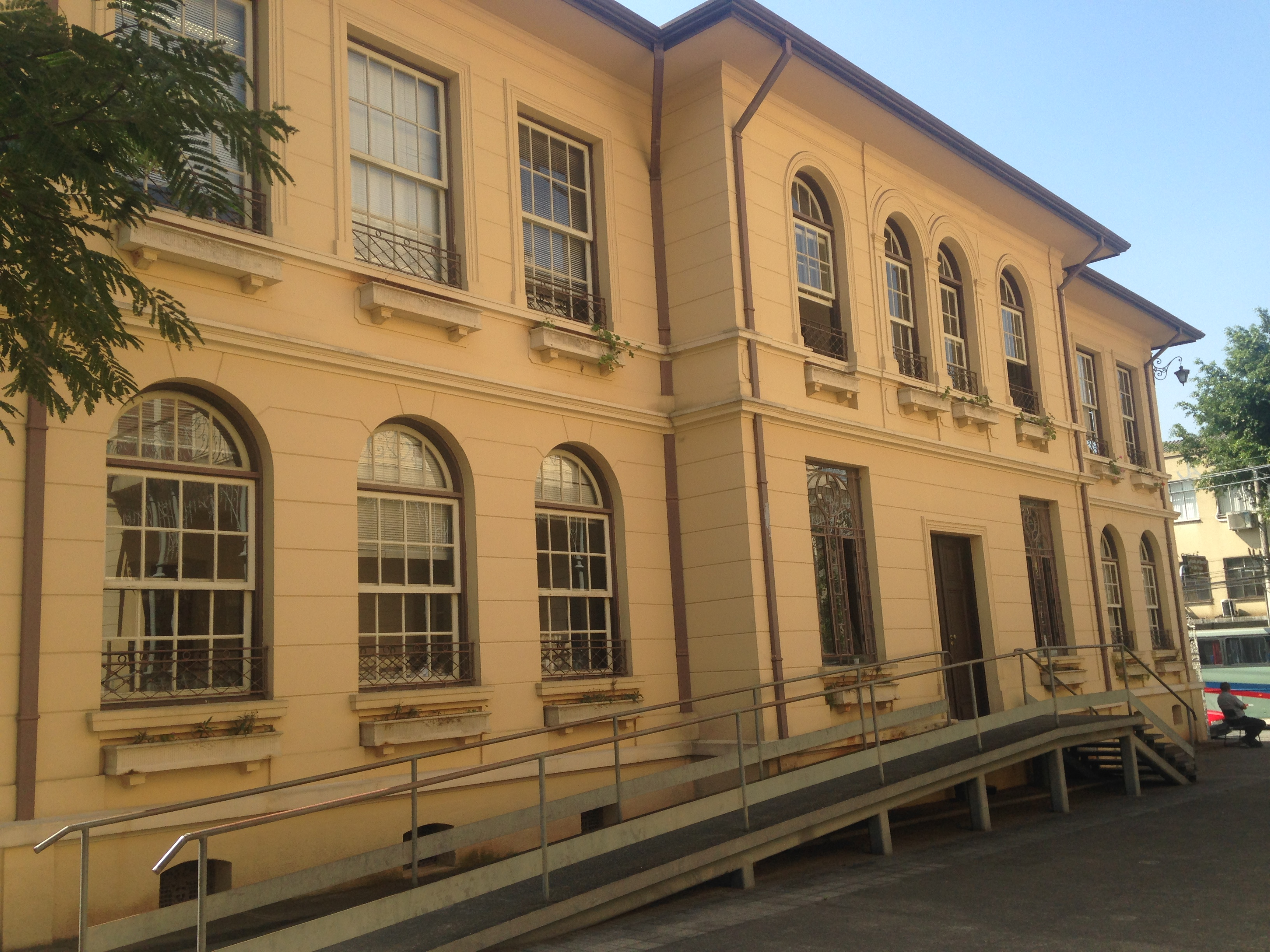
Fachada lateral residência vizinha

No ano de 1926, Amélia Dumont decide vender sua posse do terreno para Blandina Ratto. A mulher, funda no local o Colégio Stafford. No período em que viveu como proprietária, Blandina construiu mais uma imóvel no terreno, o objetivo da residência vizinha, que seguia o mesmo padrão arquitetônico da original, era servir como área de dormitório para as alunas.
Em 1948, Blandina Ratto falece e as propriedades passam a pertencer a Lucinda Ratto, que tocou o funcionamento do Colégio Stafford até o ano de 1951, quando as atividades estudantis foram encerradas, e as alunas transferidas para outras instituições de ensino.

### A Sociedade Pestalozzi
O Professor Doutor José Maria de Freitas no ano de 1952, funda nas instalações do casarão, a Sociedade Pestalozzi, uma entidade filantrópica que passa a atender os portadores de doenças mentais na época.
Porém, logo em 1961, a Secretaria da Fazenda Estadual desapropria os imóveis. Dessa forma a Sociedade Pestalozzi tem suas instalações transferidas para Vila Guilherme, em São Paulo

### Ocupações e Reintegrações
Do ano de 1983 até o ano 2000, o Casarão da Alameda Cleveland foi alvo de diversas invasões de grupos sem-teto e novas reintegrações de posse realizadas por órgãos estatais, como por exemplo a Secretaria da Criança, Família e Bem Estar Social.
Porém, no dia 30 de março de 2001, o Casarão é definitivamente desocupado, mediante a reintegração de posse dada a Secretária de Estado da Cultura, que logo em seguida, transfere o imóvel por sessão de uso provisório para Fundação de Patrimônio Histórico de São Paulo.

## Arquitetura

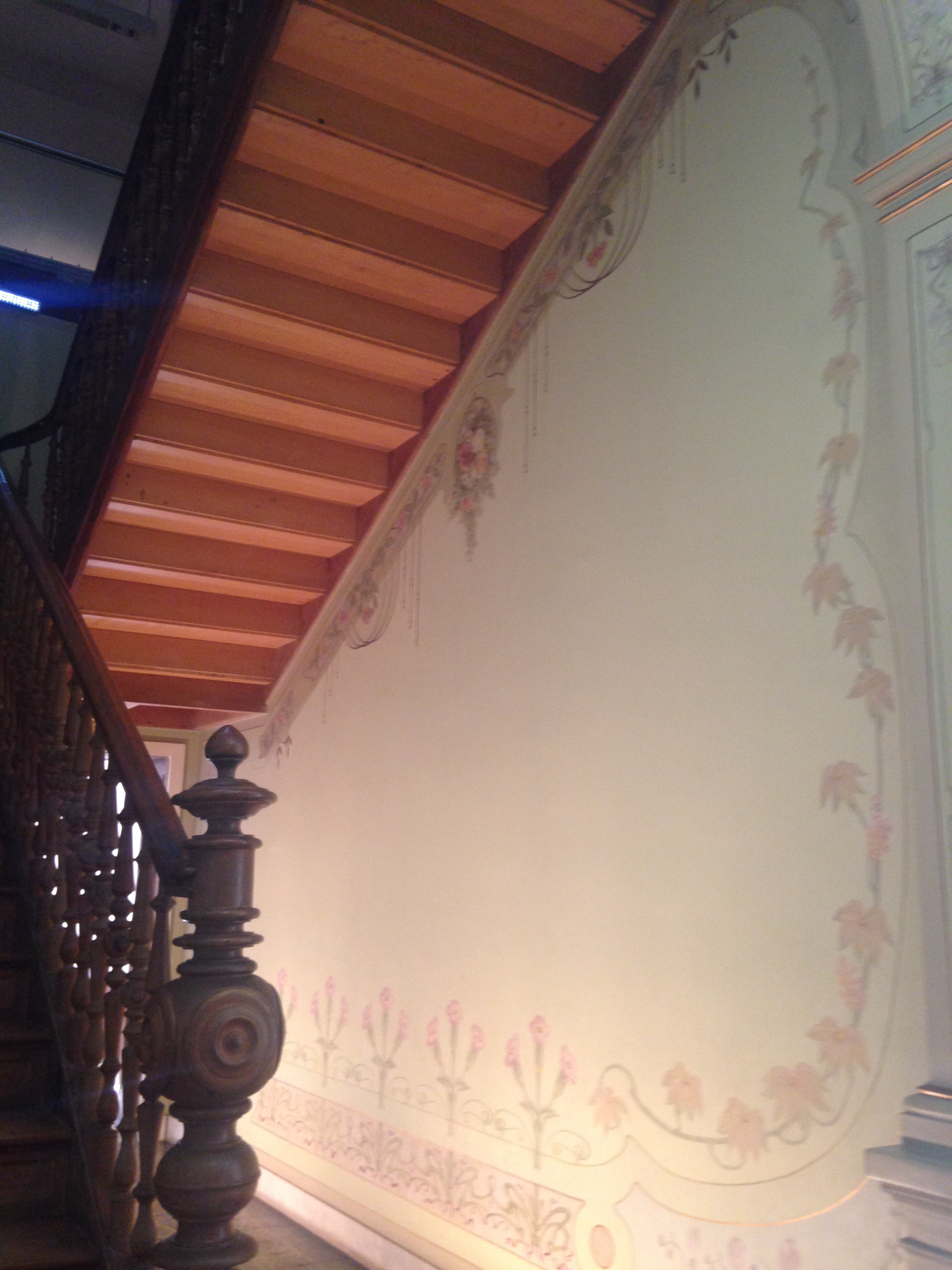
Parte interna Casarão Alameda Cleveland, escadaria e detalhes de pintura restaurada do museu da Energia Elétrica

Idealizado pelo renomado arquiteto Ramos de Azevedo, no século XIX, apesar de se localizar em um bairro residencial de elite, a construção possui bastante elementos do estilo eclético, porém com predominância de características da arquitetura europeia. Por conta disso, o casarão edificado nos Campos Elísios apresenta traços refinados e pés-direitos altos, além de em sua parte interna, possuir a grande maioria dos pisos revestidos por assoalhos de madeira e as paredes possuem diversas pinturas decorativas.

### Restauração
Para que fosse possível instalar as novas mostras, e o Casarão da Alameda Cleveland pudesse se tornar sede do atual Museu da Energia, o mesmo teve de passar por diversas obras de manutenção e restauro. Dentre as muitas mudanças realizadas nos prédios, encontramos: nova pintura das fachadas e das paredes internas, reparos nas janelas, portas e pisos, além da recuperação das esquadrarias do prédio.

Foi plenamente acordado que as obras no Museu respeitariam a estética original do Casarão, para que o mesmo não perdesse nem sua essência, nem os rastros históricos deixados pelos diversos ocupantes que possuiu ao longo do tempo. A pintura, por exemplo, foi realizada com base em uma das primeiras fases do edifício, quando o mesmo ainda era residência da família do cafeicultor paulista Henrique Santos Dumont, mas ainda assim tomando inúmeras precauções para que a maioria das contribuições arquitetônicas realizadas pelas ocupações posteriores não fossem apagadas.

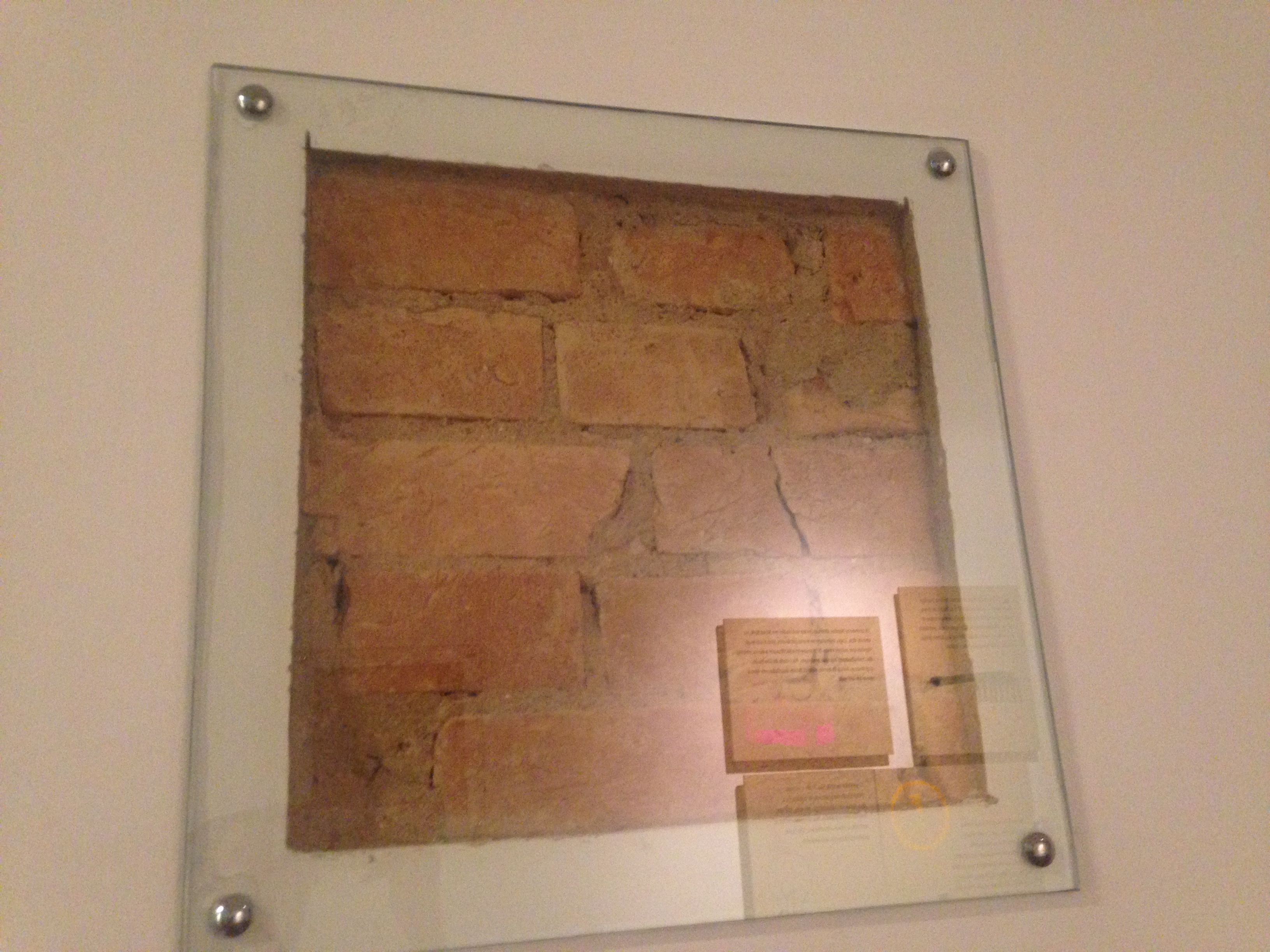
Parte interna Casarão Alameda Cleveland, parte conservada do antigo revestimento das paredes

Hoje em dia, a área é toda composta por diversas salas térreas e no segundo andar, que abrigam os materiais da exposição. O subsolo após os restauros, se tornaram verdadeiros labirintos, que acabam servindo como depósito para materiais não utilizados nas exposições. O teto desse porão é bastante rebaixado, por conta disso, o fato acaba criando certas dificuldades de movimentação por entre as colunas do edifício. Reservada em um canto, está a réplica de uma escada idealizada pelo próprio Santos Dumont. Por ser um homem muito supersticioso, o grande inventor projetou uma escada especial onde só era possível dar o último passo utilizando o pé direito. Porém, como se trata apenas de uma réplica, a peça presente no Museu da Energia acabou não seguindo à risca as regras de Dumont e estimula o usuário a pisar com a perna esquerda.

## Estado Atual

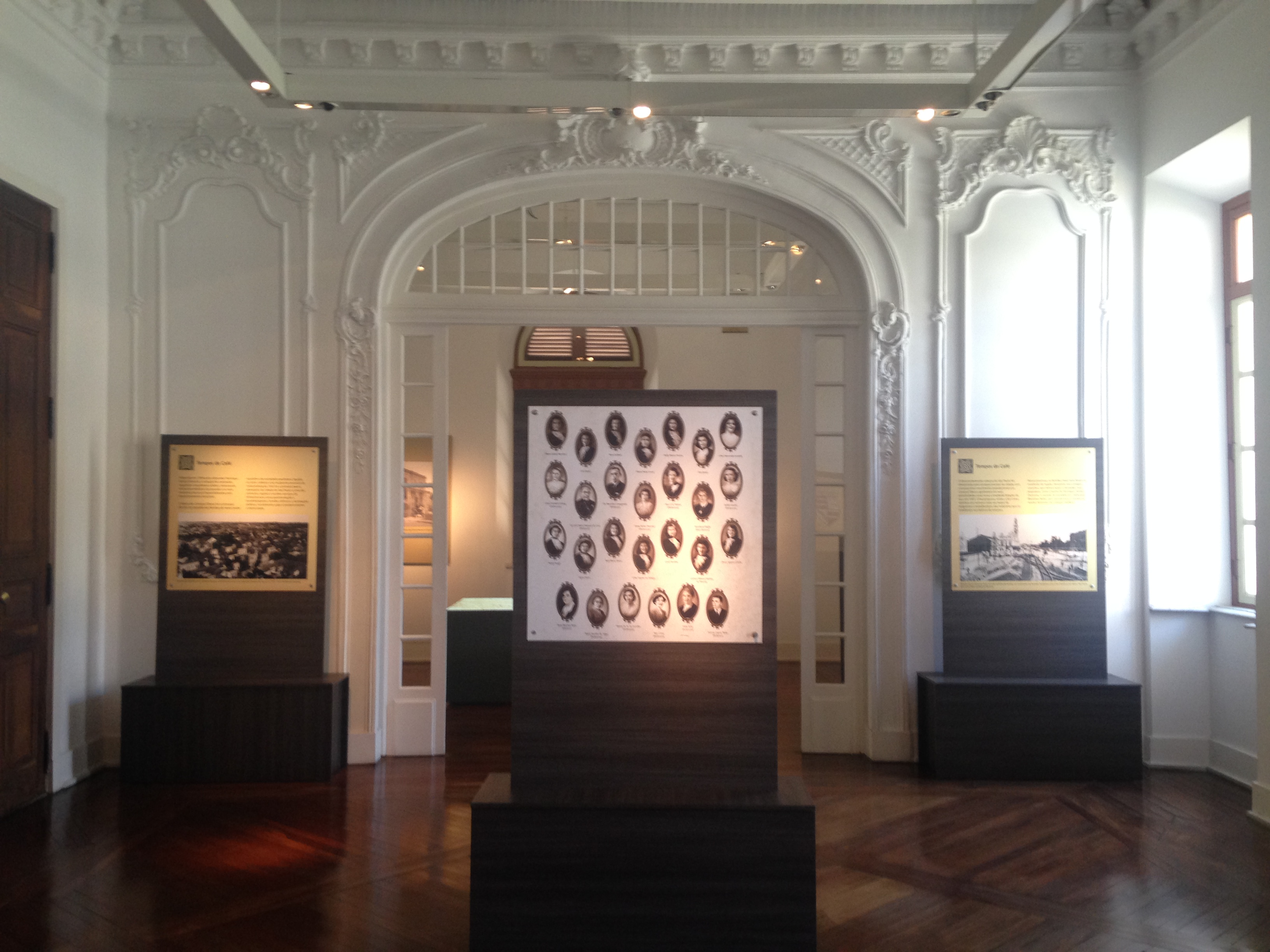
arte interna Casarão Alameda Cleveland, sala térrea com fotos da exposição do museu da Energia Elétrica

Hoje em dia, o Casarão da Alameda Cleveland está sob posse da Fundação de Energia e Saneamento de São Paulo e abriga o Museu da Energia de São Paulo. As instalações do museu após restauro e tombamento no ano de 2002 foram inauguradas em junho de 2005, e o mesmo a partir de então tornou-se um espaço aberto a visitações da comunidade, possuindo entrada franca e serviços de monitoria mediantes a agendamento prévio pelo site.
Por suas diversas salas, espalham-se equipamentos interativos, utensilio elétricos antigos e atividades como jogos e projeções de filmes, que convidam os visitantes de todas as idades a participarem de experiências científicas e a refletirem sobre questões atuais envolvendo o tema da energia e seu futuro.
Além da parte mais voltada a energia elétrica, a história da expansão urbana e industrial da cidade de São Paulo nos últimos 150 anos também está presente nas salas do museu. Fora o próprio edifício-sede com toda a sua história já é outra atração a parte.

## Galeria de Fotos

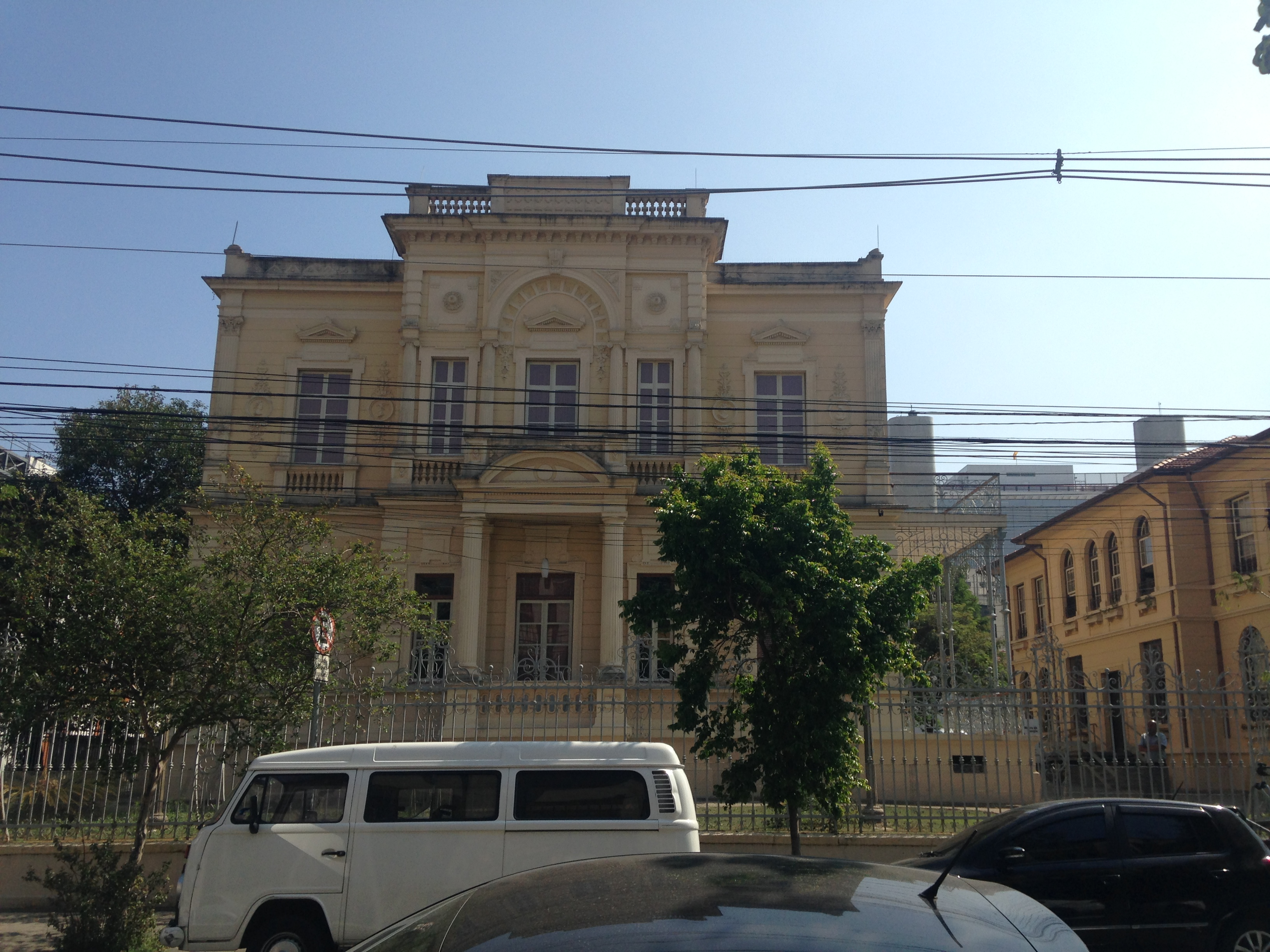
Fachada principal Casarão Alameda Cleveland, vista do lado de fora da propriedade
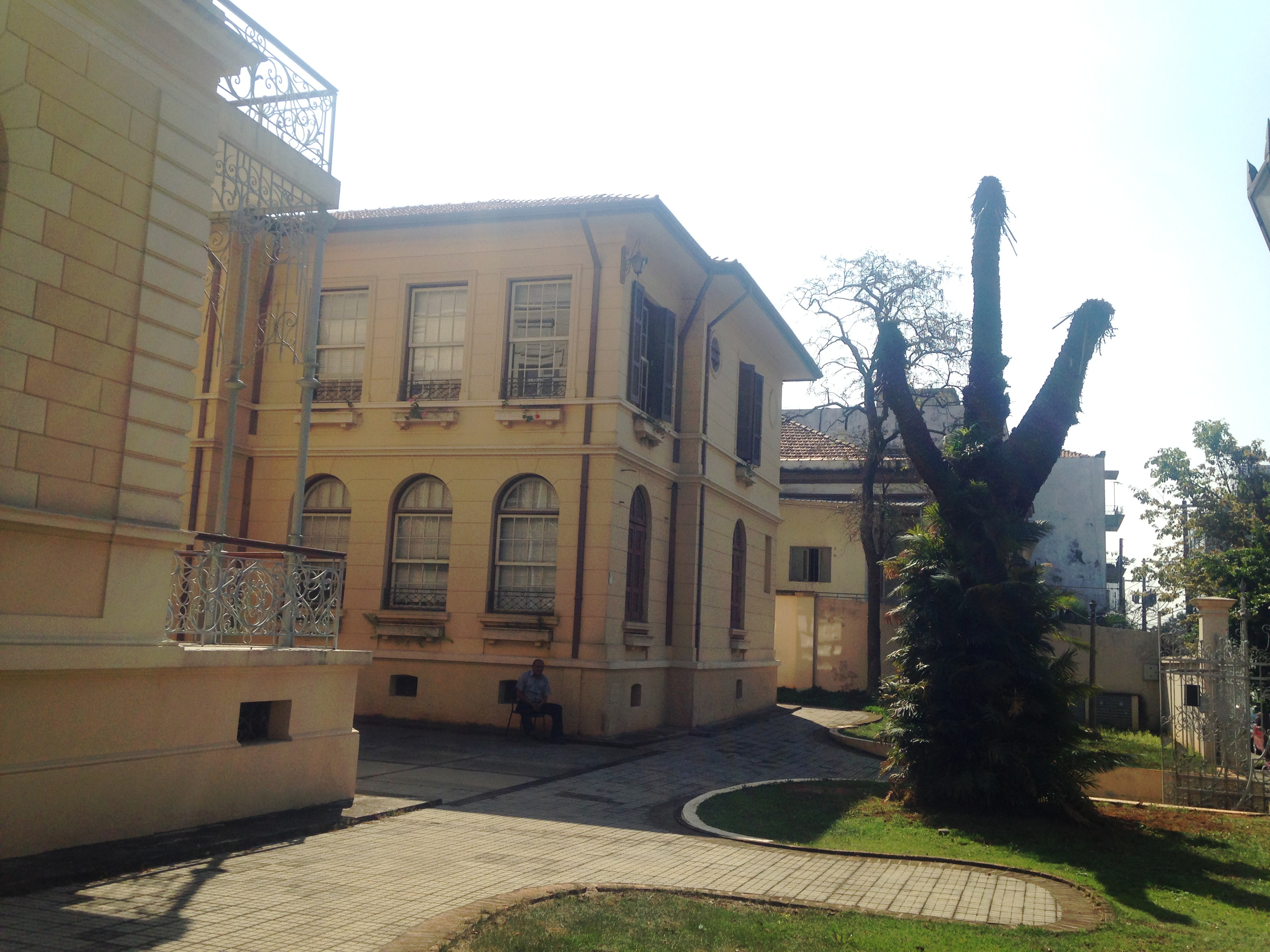
Jardim e fachada da residência vizinha ao Casarão Alameda Cleveland
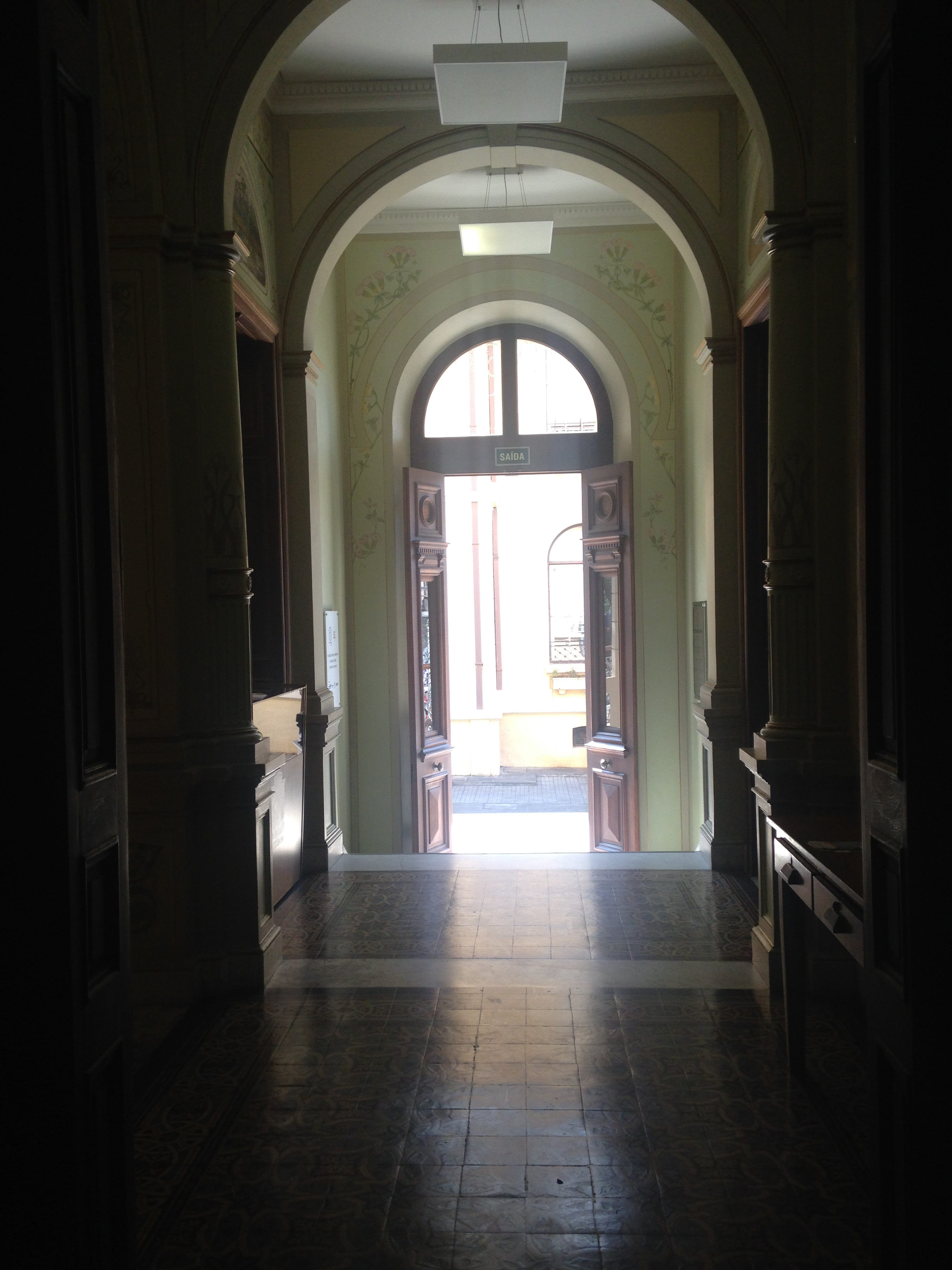
Parte interna Casarão Alameda Cleveland, corredor principal térreo
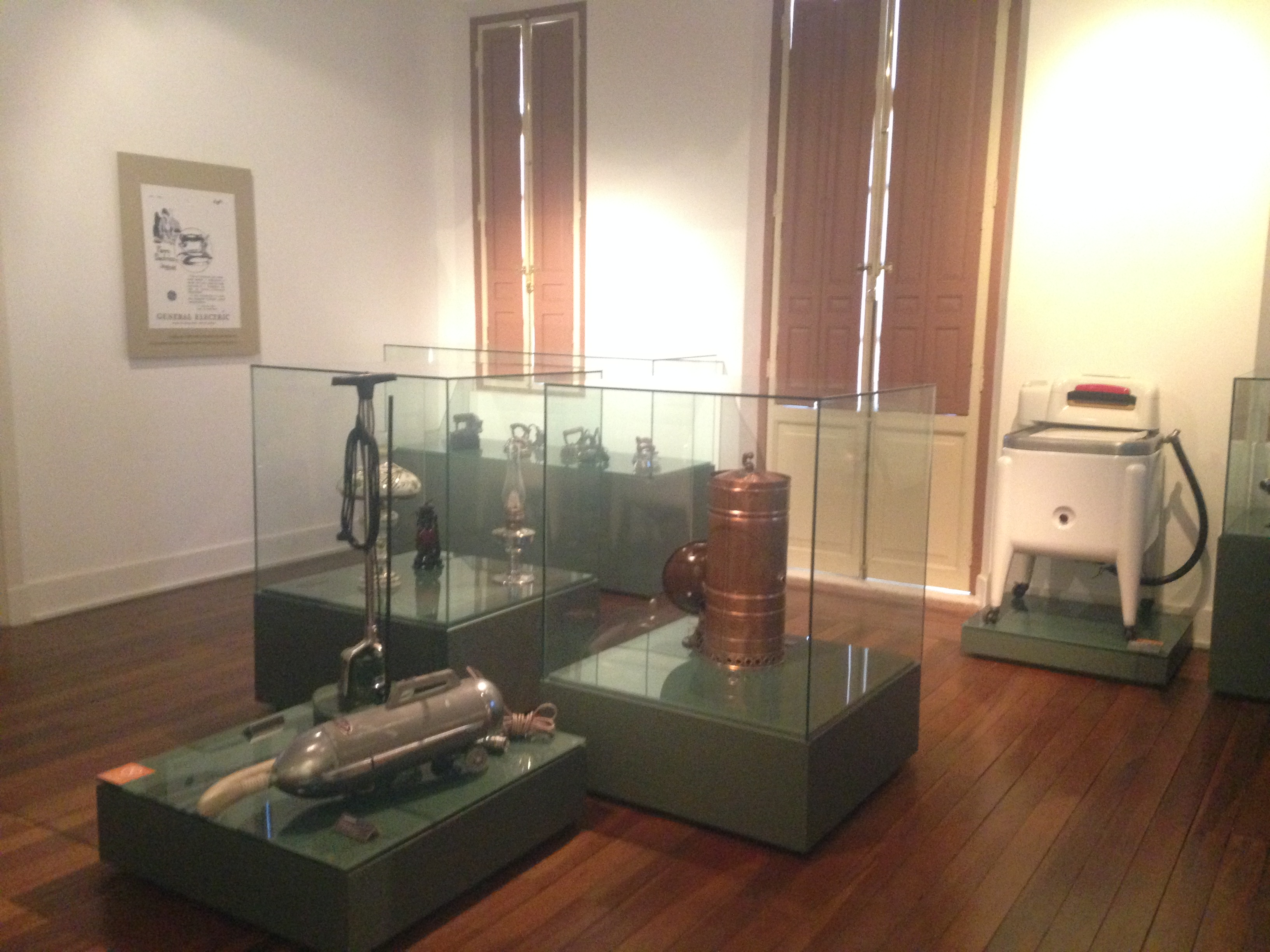
Parte interna Casarão Alameda Cleveland, sala superior com utensílios domésticos da exposição do museu da Energia Elétrica
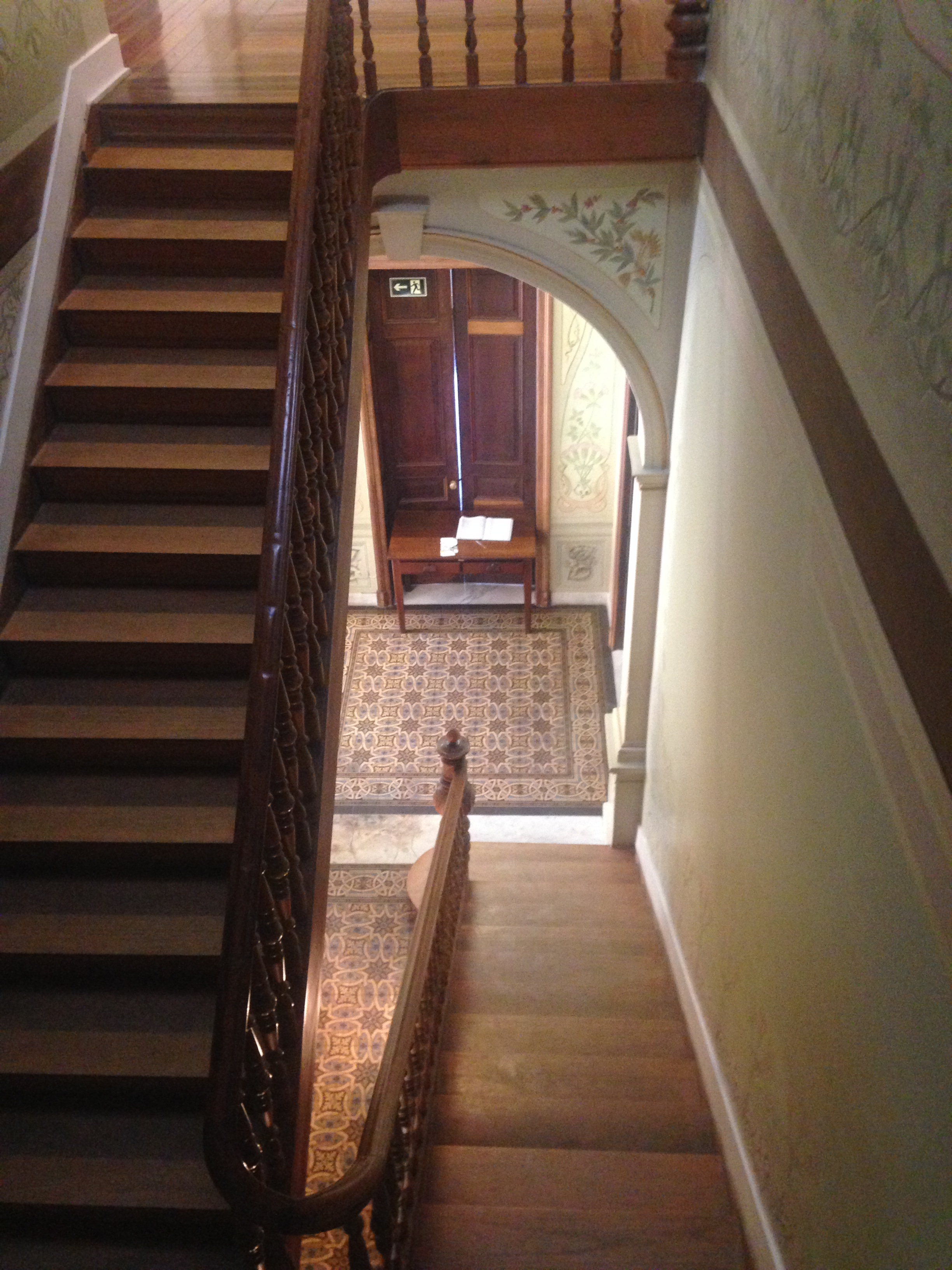
Parte interna Casarão Alameda Cleveland, escadaria vista de cima e detalhes de pintura restaurada do museu da Energia Elétrica
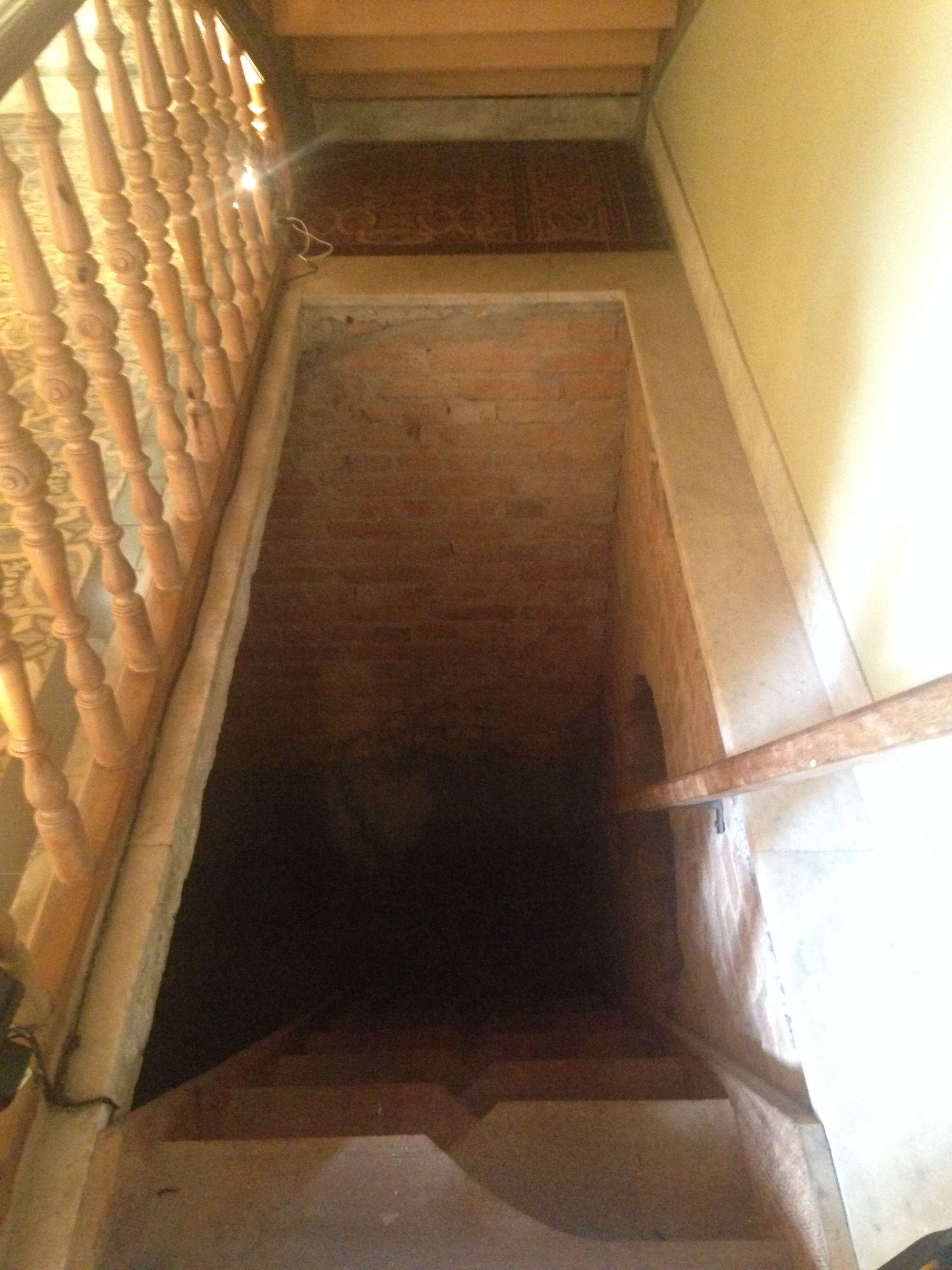
Parte interna Casarão Alameda Cleveland, escadaria do porão
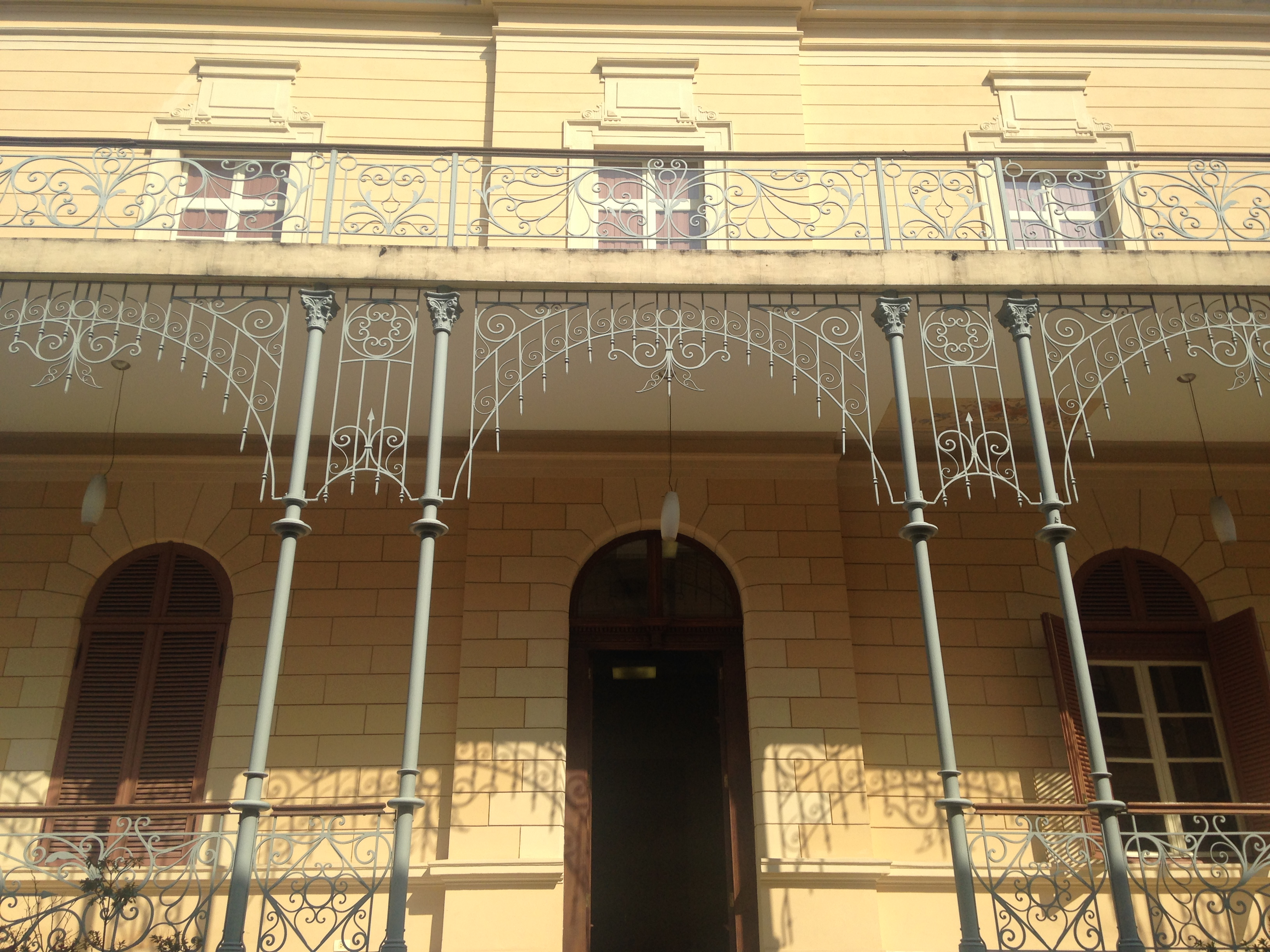
Detalhe entrada lateral Casarão Alameda Cleveland
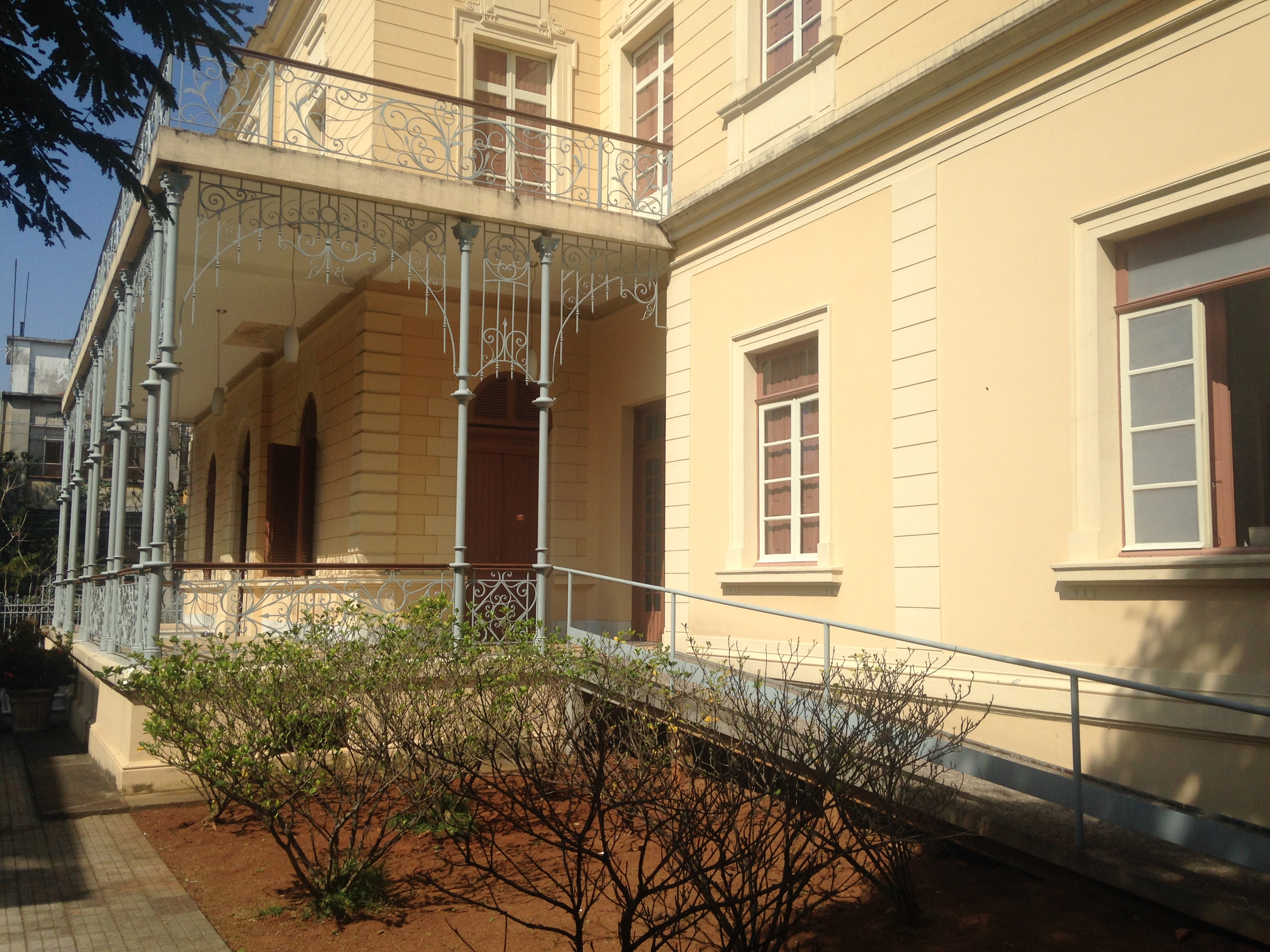
Detalhe fachada lateral Casarão Alameda Cleveland